# Ghislaine Plag
Ghislaine Plag (Dordrecht, 4 juni 1975) is een Nederlandse radio- en televisiepresentatrice.

## Carrière
Ghislaine Plag begon haar carrière in 1998 bij RTV Rijnmond.

### Radio
In 2006 stapte zij over naar de NCRV, waar zij presentatrice werd van de radioprogramma's Plein Publiek, Plaza, Stand.nl, Stand.Café, MM-magazine en het nachtprogramma Casa Luna. Bij NPO Radio 1 verzorgde zij een deel van de presentatie van het middagprogramma Lunch! en was zij de hoofdpresentator van het programma De Ochtend. Sinds 1 januari 2018 presenteerde zij het programma Spraakmakers op de zender. Per maart 2022 nam zij enkele maanden een sabbatical en werd vervangen door Roos Abelman. Plag keerde op 11 oktober 2022 terug bij Spraakmakers. Op 27 september 2023 werd in de uitzending bekend dat sinds een dag op de site van KRO-NCRV stond dat zij eind dat jaar zou stoppen bij het programma Spraakmakers. Voor haar radiowerk werd in januari 2024 de Marconi Oeuvre Award 2023 aan haar toegekend.
Begin april 2024 wordt zij de nieuwe presentator van NOS Sport. Ze gaat vanaf begin april verschillende radioprogramma's bij de NOS presenteren, waaronder NOS Langs de Lijn.

### Televisie
Voor de NCRV maakte zij in 2008 het televisieprogramma Uitgedokterd, waarin zij patiënten volgde die bij de reguliere geneeskunde geen genezing vonden en een uitweg zochten in het alternatieve circuit. Tussen juni 2008 en september 2010 presenteerde zij namens de NCRV het actualiteitenprogramma Netwerk. In februari 2010 volgde ze Cees Grimbergen op als presentator van het discussieprogramma Rondom Tien. Ze presenteerde ook het eerste seizoen van het opinieprogramma Altijd Wat (2010-2011) en ze was afwisselend met Arie Boomsma een van de presentatoren van het journalistieke discussieprogramma Debat op 2.
Sinds april 2024 is zij de nieuwe presentator van NOS Sport. Ze presenteert verschillende televisieprogramma's bij de NOS, waaronder NOS Sportjournaal en NOS Studio Sport.